# Distichophyllum leskeodontoides
Distichophyllum leskeodontoides là một loài Rêu trong họ Hookeriaceae. Loài này được D.H. Norris & T.J. Kop. mô tả khoa học đầu tiên năm 1985.